# Паньково (Еловский район)
Паньково — деревня в Еловском районе Пермского края России. Входит в состав Дубровского сельского поселения.

## История
В «Списке населенных мест Российской империи» 1869 года населённый пункт упомянут как деревня Панькова Осинского уезда (2-го стана) Пермской губернии, при речках Паньковке и Песьянке, расположенная в 86 верстах от уездного города Оса. В деревне насчитывался 61 двор и проживало 377 человек (180 мужчин и 197 женщин). Функционировали православная часовня.

В 1908 году в деревне, относящейся к Паньковскому обществу Дубровской волости Осинского уезда, имелось 76 дворов и проживало 428 человек (200 мужчин и 228 женщины). Большинство населения представляло собой бывших государственных крестьян, православного вероисповедания, русских по национальности.

## География
Деревня находится в юго-западной части Пермского края, в подтаёжной зоне, на берегах реки Паньковка, вблизи места впадения её в реку Кама, на расстоянии примерно 33 километров (по прямой) к западу-юго-западу (WSW) от села Елово, административного центра района.

### Часовой пояс
Деревня Паньково, как и весь Пермский край, находится в часовой зоне МСК+2. Смещение применяемого времени относительно UTC составляет +5:00.

## Население
| 2010 |
| ---- |
| 32   |

Гендерный состав
По данным Всероссийской переписи населения 2010 года в гендерной структуре населения мужчины составляли 43,8 %, женщины — соответственно 56,2 %.
Национальный состав
Согласно результатам переписи 2002 года, в национальной структуре населения русские составляли 96 %.

## Улицы
Уличная сеть деревни состоит из четырёх улиц: